# Госпіталізм
Госпіталізм (від лат. hospitalis — гостинний; госпіталь — лікувальний заклад) — сукупність психічних і соматичних порушень, обумовлених тривалим перебуванням людини в стаціонарі у відриві від близьких людей і від дому; в широкому сенсі під госпіталізмом розуміються несприятливі, в першу чергу психічні умови лікарняного середовища і результати їх дії на психічний і фізичний стан пацієнта. Поняття «госпіталізм» ввів австро-американський психоаналітик Рене Шпіц в 1945 році стосовно до дитячого госпіталізму. Госпіталізм найчастіше спостерігався і більш вивчений у дітей, проте він вражає також і дорослих.

## Госпіталізм у дітей
Госпіталізм, як синдром патології дитячого психічного та особистісного розвитку, являє собою результат відділення немовляти від матері і його ранньої інституціоналізації, психічну і фізичну відсталість, що виникає внаслідок дефіциту спілкування і виховання. За Шпіцом, госпіталізм у дітей обумовлюється переважно розлукою з матір'ю; він може виникати як в різних закладах, де догляд за дітьми та їх виховання здійснюються при повній або частковій відсутності матері, так і в умовах сім'ї, якщо матері не люблять своїх дітей або не приділяють їм належної уваги.
В установах з тривалим перебуванням дітей (будинок малятка, тижневі ясла, лікарні, інші медичні установи) можливі наступні фактори, що призводять до госпіталізму: бідний психологічний клімат, брак людської уваги до дитини, брак емоційних проявів з боку персоналу. Ці фактори викликають у дітей так звану емоційну недостатність, залишають їх пасивними, не розвивають у них потрібних навичок, спритності і розумових здібностей. При недоліках в гігієнічній допомозі і в догляді розвиваються не тільки соматичні розлади (наприклад, розлад харчування і інфекції), але й порушення гармонійного розвитку вищої нервової діяльності.
Ознаки госпіталізму: запізнілий розвиток рухів, особливо ходьби, різке відставання в оволодінні мовою, емоційна збідненість, безглузді руху нав'язливого характеру (наприклад, розгойдування тіла), супутні цьому комплексу психічних недоліків низькі антропометричні показники, рахіт. Госпіталізм у дитячому віці характеризується наступними ознаками: втрата у вазі, млявість, апатичність, підвищена сонливість, м'язовий гіпотонус, відхід від контактів з оточуючими (відсутність зорового стеження, поворотів «на голос», «гуління» у відповідь на ласку дорослого), слабкий плач та ін.
Госпіталізм накладає негативний відбиток на всі сфери особистості, що формується, гальмує інтелектуальний і емоційний розвиток, спотворюючи Я-концепцію, руйнуючи фізичне благополуччя. У крайніх формах він може призвести до важких психічних розладів (дитячі маразми та ін.), хронічного інфікування, іноді — до смерті.

## Госпіталізм у дорослих
Госпіталізм у дорослих (хронічно хворих, особливо похилого віку) виникає при перебуванні — повторному і протягом тривалих періодів — в лікарняному середовищі. Внаслідок цих факторів пацієнт вживається в роль хронічно хворого, його перебування в стаціонарі стає «стилем життя». Відвикаючи від життя за межами лікарні, людина часом докладає значних зусиль для того, щоб знову повернутися в стаціонар.
За деякими даними, після госпіталізації у літніх людей більш інтенсивно погіршується пам'ять і порушується мислення, ніж до цієї події.

### Госпіталізм в психіатрії
Під госпіталізмом в психіатрії розуміють погіршення психічного стану в зв'язку з тривалим перебуванням в стаціонарі: явище соціальної дезадаптації, втрата інтересу до праці і трудових навичок, зниження синтонності, погіршення контакту з оточуючими, тенденція до хроніфікації захворювання та ін.
Відомо, що тривале перебування психічно хворих в закритих стаціонарних установах несприятливо впливає на прогноз захворювання. Навіть клінічно задовільна ремісія не завжди супроводжується відновленням соціально-трудової адаптації, і успіхи цієї адаптації тим менші, чим довше пацієнт знаходиться в стаціонарі. Тривале цілодобове перебування в психіатричному стаціонарі підвищує інвалідизацію хворих, і чим менше часу пацієнт знаходиться в закритому лікувальному закладі, тим більше у нього можливостей зберегти соціальні позиції.
Сформований синдром госпіталізму дослідники розглядають як один з варіантів психічного дефекту, в походженні якого грає роль тривала соціальна ізоляція, надмірна залежність від персоналу відділення з пригніченням власної активності і тривалий прийом нейролептичних засобів. Притаманні госпіталізму апатія, сплощення афекту, відсутність планів і надій, манірність і стереотипія раніше помилково розглядались лише як прояв хронічної шизофренії.
Відзначається, що важкість проявів госпіталізму наростає в міру збільшення сумарної тривалості стаціонарного лікування: для пацієнтів з відносно коротким періодом перебування в стаціонарі, що не перевищує 5-10 міс., характерні лише поодинокі симптоми госпіталізму; при тривалості госпіталізацій від 10 до 15 місяців прояви досягають фази синдрому госпіталізму, що формується або фази сформованого синдрому госпіталізму. Найбільшу вираженість синдром набуває у осіб з тривалими термінами (15 міс. і більше) госпіталізації.
У пацієнтів з нетривалими термінами перебування в стаціонарі, навіть при значній тривалості хвороби, спостерігаються або окремі симптоми госпіталізму, або фаза синдрому, що формується; фаза сформованого синдрому госпіталізму у таких пацієнтів не спостерігається. Дослідниками зроблено висновок, що тривале перебування в психіатричних відділеннях надає більш деструктивний вплив на особистість пацієнтів, ніж саме психічне захворювання.
Г. Путятін виділяє декілька клінічних варіантів синдрому госпіталізму:
1) синдром деприваційної десоціалізації;
2) синдром патерналістичної залежності або нав'язування ролі пацієнта;
3) синдром фармакогенного психоемоційного і соціального регресу особистості;
4) змішаний варіант.
Ознак фармакогенного регресу особистості, на відміну від інших складових синдрому госпіталізму, швидко і зі значною інтенсивністю проявляються вже при перших госпіталізаціях в психіатричну лікарню, в той час як інші складові синдрому відсутні або виражені незначно. Основну роль у розвитку фармакогенного регресу відіграють несприятливі побічні ефекти інтенсивної нейролептичної терапії, що зачіпають сферу особистісного функціонування хворих; відіграють свою роль також недостатність використання психосоціальних форм реабілітаційного втручання і терапевтична резистентність пацієнтів, що призводить до поліпрагмазії і призначення високих доз психотропних засобів.
Синдром фармакогенного регресу особистості характеризується залежністю від тривалого, клінічно недостатньо диференційованого застосування психотропних засобів. Переважає астенічна і апато-абулічна симптоматика у вигляді млявості, виснаженості, сповільненої моторики із загальною скутістю, монотонного і ригідного афекту, безініціативності, асоціативної тугорухливості, притупленості уваги. Характерні бездіяльність, негативне ставлення до включення в трудові процеси і до виписки з лікарні. При корекції медикаментозної терапії і зниженні дози психотропних препаратів глибина дефіцитарних проявів, як правило, зменшується: пацієнти стають більш живими і рухливими, зменшуються явища загальної скутості, зростає інтерес до навколишнього оточення і власної долі.
Початкові ознаки синдрому патерналістичної залежності з'являються при перших госпіталізаціях в психіатричну лікарню, при загальній тривалості стаціонарного лікування 10-15 місяців і стабілізуються на рівні середньої вираженості порушень.
Синдром патерналістичної залежності являє собою не лише відображення процесуальної дефіцитарної симптоматики, а й наслідок систематичної опіки та заступництва з боку медичного персоналу. Для цього синдрому характерні моральна ангедонія, втрата інтересу до практичної діяльності, відкидання або боязнь зусиль, відсутність моторної активації, афективна байдужість (відсутність ініціативи і допитливості, безпечність, одноманітна монотонність вчинків, «закостенілість» емоцій). В кінцевому рахунку цей варіант госпіталізму сприяє руйнуванню зв'язків з навколишнім світом, припинення соціальних відносин, руйнування міжособистісних зв'язків.
Синдром деприваційної десоціалізації формується з істотним відставанням від інших варіантів госпіталізму: його перші ознаки проявляються після 5-10-місячного терміну госпіталізацій і досягають максимуму у пацієнтів з найбільш тривалим перебуванням в стаціонарі.
Основна передумова формування синдрому деприваційної десоціалізації — тривала ізоляція хворих в психіатричних відділеннях і дестимулюючий вплив умов лікарняного середовища. Для цього синдрому характерна втрата або значне ослаблення соціальних, в тому числі сімейних і родинних зв'язків, ініціативи, прагнень до діяльності. Патологічна адаптація до умов стаціонару проявляється в ригідності психіки і вкрай спрощеному життєвому стереотипі хворих; характерна повна неспроможність у вирішенні елементарних побутових завдань, взаєминах з оточуючими, нівелювання преморбідних особливостей особистості. Поступово наростають безпорадність в питаннях самообслуговування і поведінки в умовах позалікарняного життя, пасивність і байдужість до навколишнього оточення, емоційна спустошеність.